# Принстон (Кентаки)
Принстон (енгл. Princeton) град је у америчкој савезној држави Кентаки.

## Демографија
По попису из 2010. године број становника је 6.329, што је 207 (-3,2%) становника мање него 2000. године.
| Група             | 2000.         | 2010.         |
| Белци             | 5.806 (88,8%) | 5.508 (87,0%) |
| Афроамериканци    | 589 (9,0%)    | 570 (9,0%)    |
| Азијати           | 18 (0,3%)     | 28 (0,4%)     |
| Хиспаноамериканци | 60 (0,9%)     | 76 (1,2%)     |
| Укупно            | 6.536         | 6.329         |